# Piper glandulosissimum
Piper glandulosissimum är en pepparväxtart som beskrevs av Truman George Yuncker. Piper glandulosissimum ingår i släktet Piper och familjen pepparväxter. Inga underarter finns listade i Catalogue of Life.